# Forevermore (album của David Archuleta)
Forevermore là album phòng thu thứ tư của nam ca sĩ/nhạc sĩ người Mỹ David Archuleta. Album bao gồm các bài hát của Philippines được Archuleta hát lại và được phát hành vào 26 tháng 3 năm 2012, độc quyền cho Philippines

## Đĩa đơn
"Forevermore" và "Nandito Ako" được chọn làm đĩa đơn chính thức của album, và được phát hành kĩ thuật số vào 15 tháng 3 năm 2012. Ngoài ra cũng có một video ca nhạc chính thức cho "Forevermore". Sau đó vào tháng 6, có tin đồn rằng "I'll Never Go" sẽ được chọn làm đĩa đơn thứ ba, và vào 24 tháng 6 năm 2012, một video ca nhạc cho ca khúc này được phát hành.

## Danh sách ca khúc
| STT              | Nhan đề                     | Sáng tác                     | Producer(s)      | Thời lượng |
| ---------------- | --------------------------- | ---------------------------- | ---------------- | ---------- |
| 1.               | "Forevermore"               | Joey Benin                   | Jimmy Antiporda  | 4:50       |
| 2.               | "Rainbow"                   | Jay Durias, Sharon Inductivo | Durias           | 5:26       |
| 3.               | "I'll Never Go"             | Frank Singcol                | Antiporda        | 4:19       |
| 4.               | "You Are My Song"           | Louie Ocampo, Martin Nievera | Antiporda        | 4:04       |
| 5.               | "Hold On"                   | Jocel Jimenez                | Antiporda        | 4:49       |
| 6.               | "Wherever You Are"          | Vince Alaras                 | Durias           | 4:55       |
| 7.               | "Maybe"                     | Antiporda, Jamie Rivera      | Antiporda        | 4:36       |
| 8.               | "Tell Me"                   | Ocampo, Alan Peter Ayque     | Antiporda        | 3:49       |
| 9.               | "Reaching Out"              | Cecil Azarcon                | Antiporda        | 3:54       |
| 10.              | "Nandito Ako"               | Aaron Paul del Rosario       | Durias           | 5:17       |
| 11.              | "Forevermore (Minus One)"   | Benin                        | Antiporda        | 4:50       |
| 12.              | "I'll Never Go (Minus One)" | Singcol                      | Antiporda        | 4:19       |
| 13.              | "Rainbow (Minus One)"       | Durias, Inductivo            | Durias           | 5:23       |
| Tổng thời lượng: | Tổng thời lượng:            | Tổng thời lượng:             | Tổng thời lượng: | 1:00:29    |